# کارابا

کارابا شهری در شهرستان فارا در استان باله در بورکینافاسوی جنوبی است و جمعیت آن ۱۱۲۶ نفر است.